# タバコスズメガ
タバコスズメガ（煙草雀 Manduca sexta）はアメリカ大陸に広く分布するスズメガ科のガである。

## 概要
幼虫はナス科植物（タバコやトマト）の葉を食べ、タバコに含まれるニコチン（普通の昆虫には強い神経毒性がある）を分解・排泄するメカニズムがある。
この幼虫の防除には寄生蜂（幼虫体内に産卵する）が用いられる。しばしば寄生された幼虫が多数の白い繭で覆われているのが見られる。
タバコスズメガは虫体が大きく（一齢幼虫と終齢幼虫の体長差は約11倍で、体重も一齢幼虫と終齢幼虫では数千倍の違いがある）臓器の摘出なども容易なので、実験動物に適する。そのため、日本でカイコの幼虫を材料に先行した鱗翅目幼虫の人工飼料飼育を参考に、小麦胚芽などからなる飼料で容易に累代飼育する方法が開発され、モデル生物としてよく用いられる。

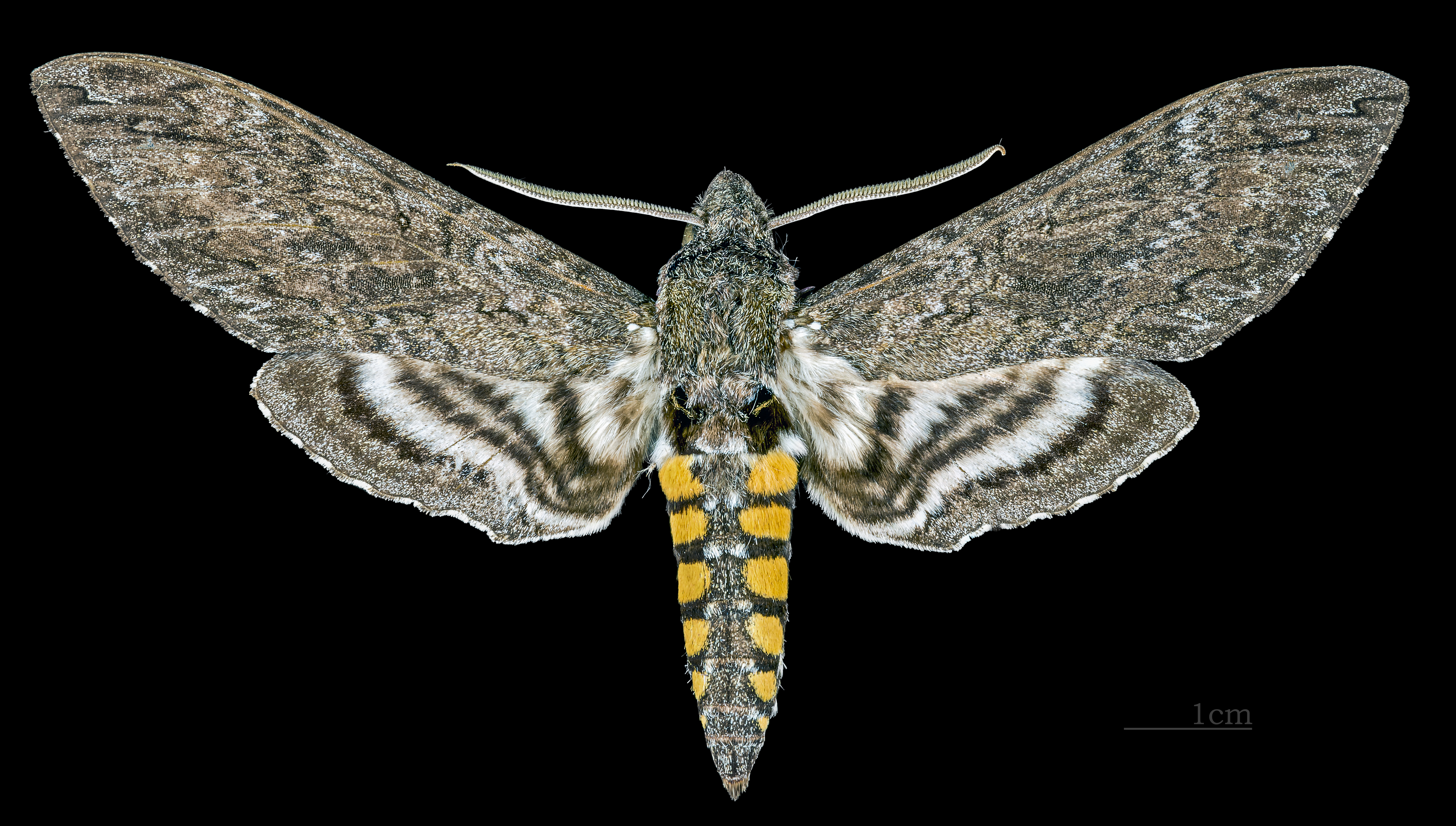
♂
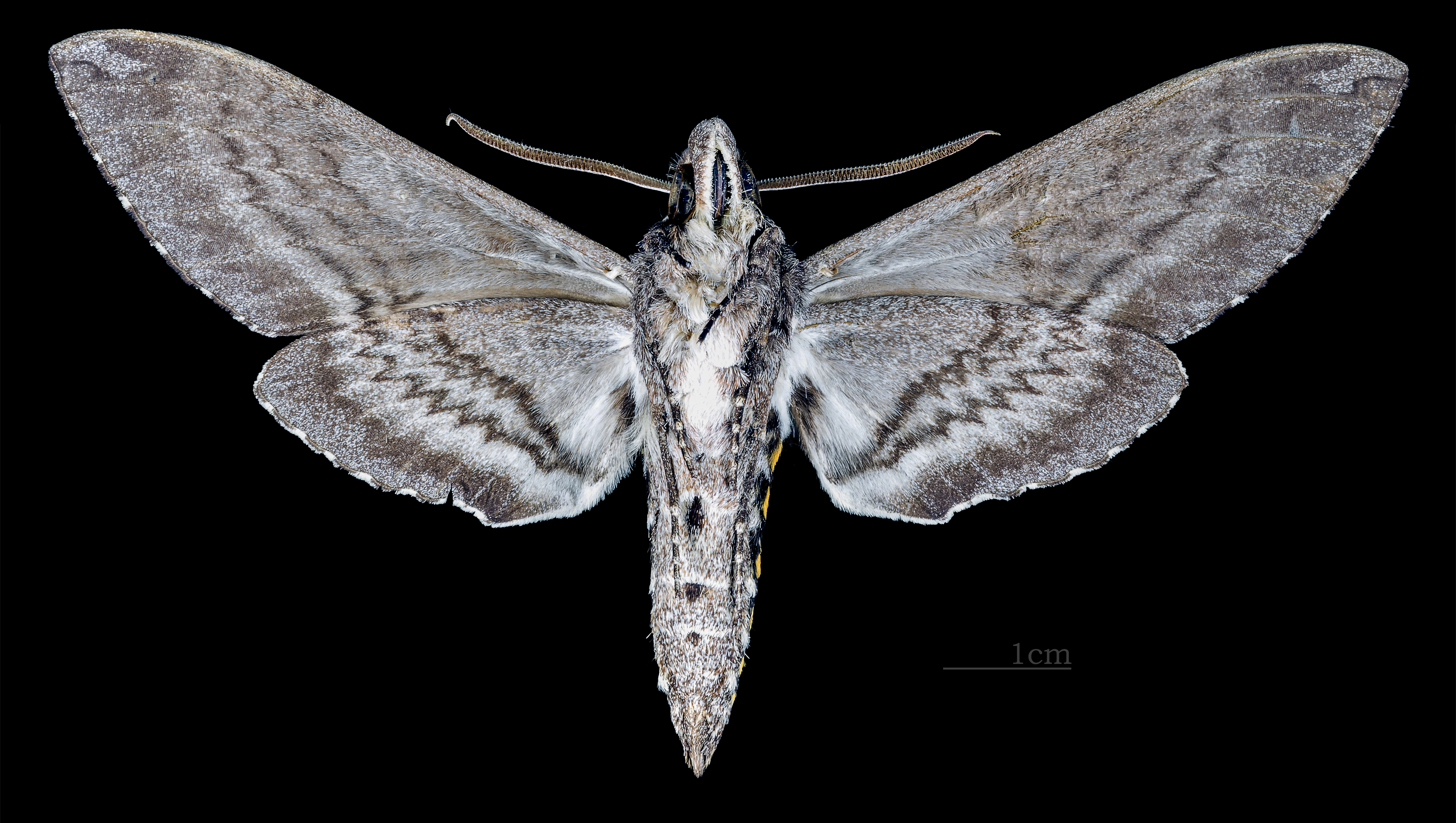
♂ △
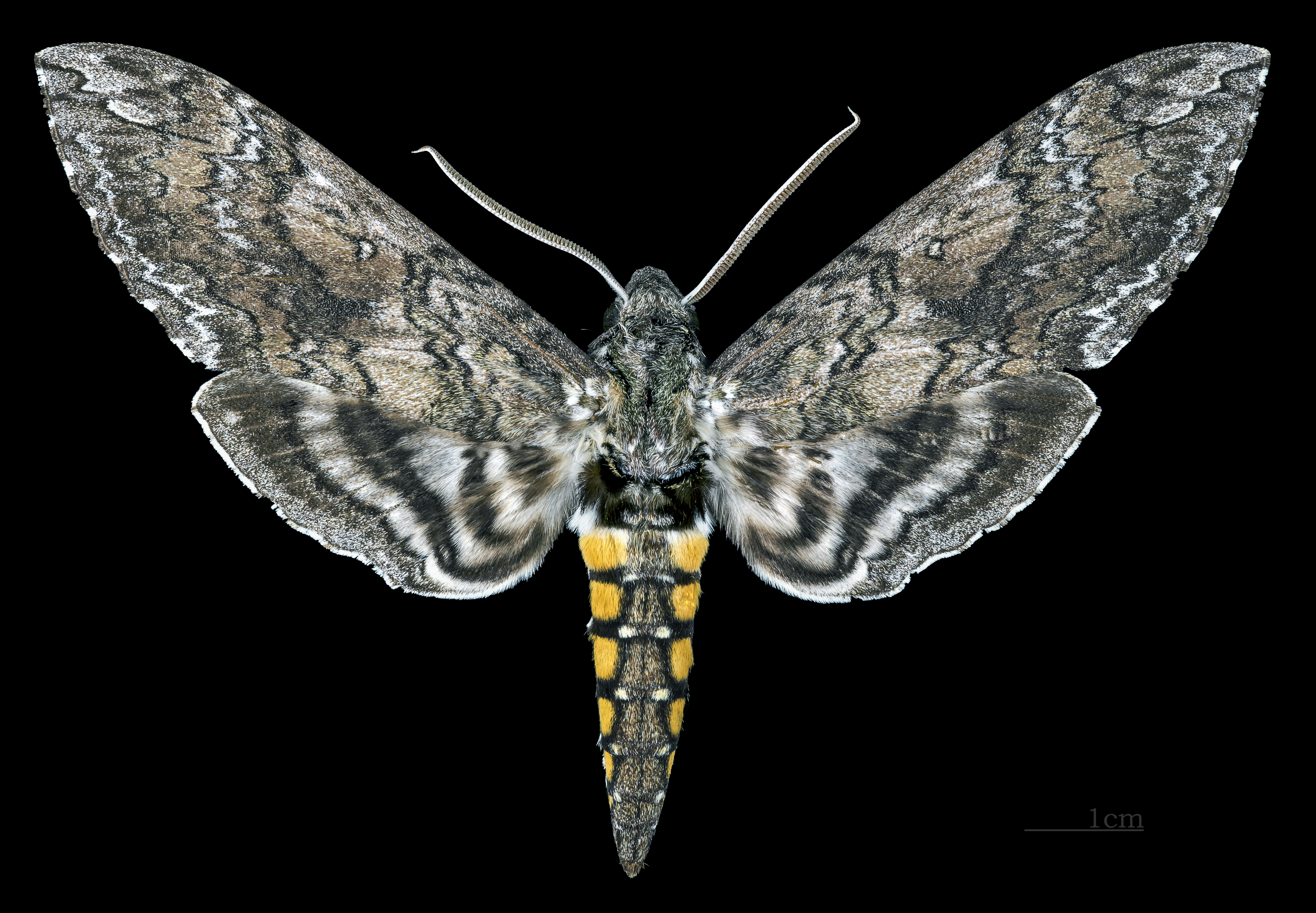
♀
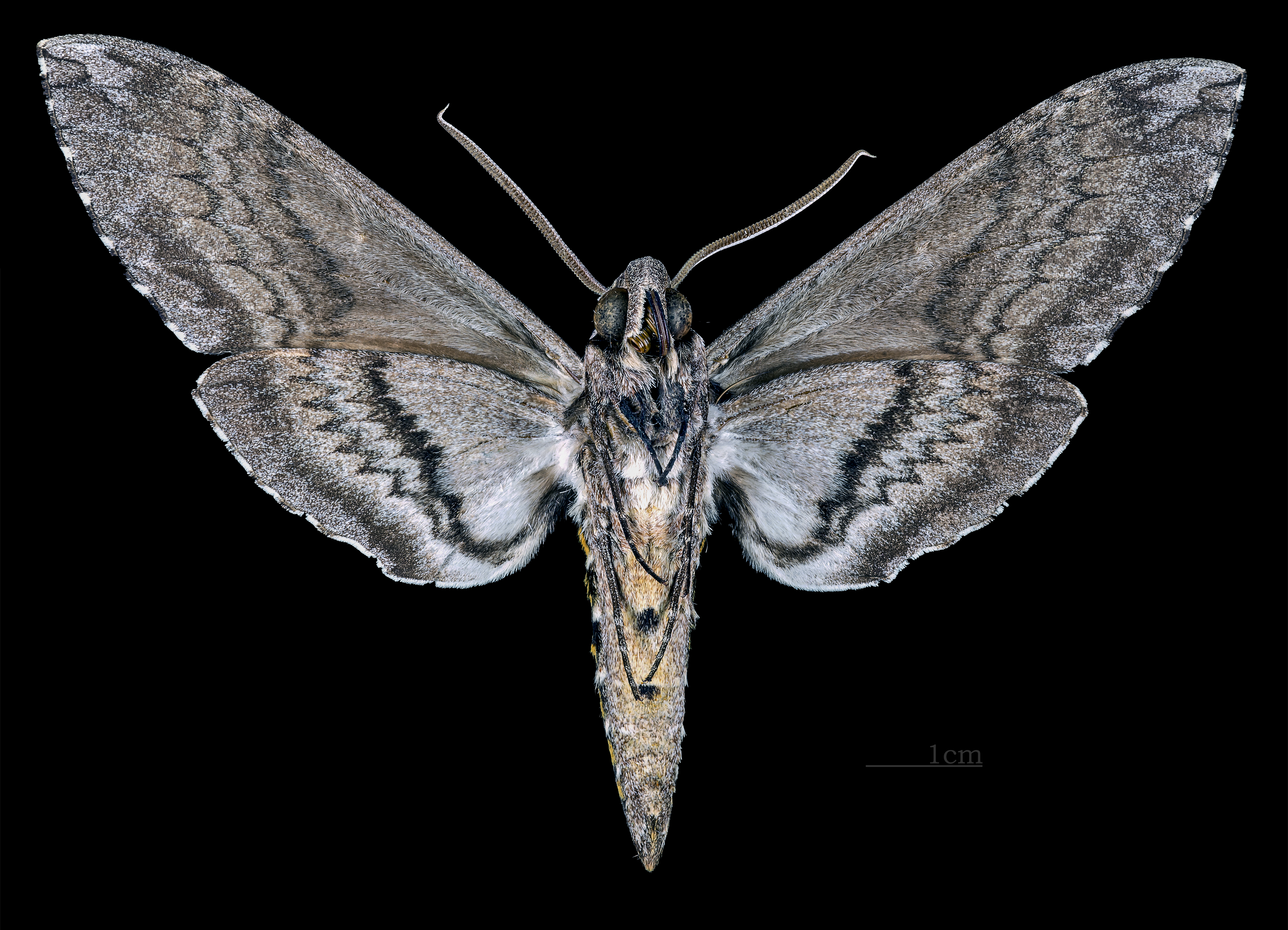
♀ △